# Altamira (Pará)
Altamira, amtlich Município de Altamira, ist eine Gemeinde im brasilianischen Bundesstaat Pará, 754 km südlich der Hauptstadt Belém, in der Região Norte Brasiliens. Der Kernort, die Stadt Altamira, entwickelte sich aus einer Missionsstation (Missão Tavaquara), die 1750 am Rande des Igarapé das Panelas von dem Jesuitenpriester Rochus Hundertpfund (1709–1777) gegründet wurde, nachdem er als erster Europäer den Rio Xingu erkundete.
Altamira hatte laut Volkszählung 2010 99.075 Einwohner, die Altamirenser genannt werden. Zum 1. Juli 2021 wurde die Bevölkerungszahl auf 117.320 Einwohner geschätzt, bei einer Bevölkerungsdichte von etwa 0,6 Einwohner pro km². Mit 159.533,306 km² (zum Vergleich: Deutschland hat 357.168 km²) ist Altamira die flächenmäßig größte Gemeinde in Brasilien, die drittgrößte Gemeinde der Welt und knapp viermal so groß wie die Schweiz.
Altamira ist Sitz des Bistums Xingu-Altamira, das aus der Territorialprälatur Xingu hervorging. Die Hauptkirche des Bistums ist die Catedral Sagrado Coração de Jesus (Herz-Jesu-Kathedrale).

## Geographie und Verkehr
Der Kernort der Gemeinde Altamira liegt an der Transamazônica BR-230 am Westufer des Rio Xingu im äußersten Nordosten des Gemeindeterritoriums. Rund 40 km von diesem stromabwärts entfernt befindet sich das Belo Monte-Wasserkraftwerk, das seit Anfang Mai 2016 teilweise in Betrieb ist. Belo-Monte (Schöner Berg) wird in der Endausbaustufe eine Fläche von 400 km² überfluten. Dazu werden 235 Hektar Urwald gerodet, ein Gebiet so groß wie der Bodensee überschwemmt, und 20.000 indigene Menschen umgesiedelt. Das Projekt im Norden des Amazonasgebiets soll bis 2019 ganz fertiggestellt werden und dann eine Leistung von 11.233 Megawatt haben. Bis zu 60 Millionen Menschen sollen so mit Energie versorgt werden.
Die Gemeinde Altamira belegt 12,8 % des Territoriums des Bundesstaates von Pará, 1,8 % des brasilianischen Territoriums und 0,8 % des Gebietes von Südamerika. Ihre Fläche ist größer als die einiger kleinerer Industrieländer wie Österreich, Niederlande, Südkorea oder Israel. Sie gliedert sich in den Distrikt Altamira und die Stadt mit dem Sitz der lokalen Regierung. 
Nachbargemeinden sind im Norden Brasil Novo, Medicilândia, Uruará, Placas und Rurópolis; im Nordosten Senador José Porfírio; im Osten São Félix do Xingu; der Süden grenzt an den Bundesstaat Mato Grosso; im Westen Itaituba, Novo Progresso und Trairão.
Über den Flughafen Altamira ist die Stadt an das Flugnetz angebunden.

## Bevölkerung
Die Bevölkerung Altamiras lebt hauptsächlich im Kernort, sowie in neun weiteren meist ländlichen Territorien, die meistens vom Amazonas-Regenwald bedeckt sind. Es ist die Heimat von Hunderten von indigenen Gemeinschaften sowie großflächiger Naturschutzgebiete. Die bewohnten Bereiche sind teilweise zwischen zehn und hundert Kilometern voneinander entfernt.

### Bevölkerungsentwicklung
| Jahr | Einwohner | Stadt  | Land   |
| --- | --------- | ------ | ------ |
| 1920 | 9.343     | ?      | ?      |
| 1940 | 6.428     | 1.813  | 14.615 |
| 1950 | 7.669     | 1.939  | 5.730  |
| 1960 | 12.090    | 3.118  | 8.972  |
| 1970 | 15.345    | 5.905  | 9.440  |
| 1980 | 46.496    | 26.905 | 19.591 |
| 1991 | 72.408    | 50.145 | 22.263 |
| 2000 | 77.439    | 62.285 | 15.154 |
| 2010 * | 105.030   | 90.068 | 14.962 |
| 2021 | 117.320   | ?      | ?      |
| Die zur Anzeige dieser Grafik verwendete Erweiterung wurde dauerhaft deaktiviert. Wir arbeiten aktuell daran, diese und weitere betroffene Grafiken auf ein neues Format umzustellen. (Mehr dazu) |           |        |        |

Quelle: IBGE (2011)
 * Angaben in den Datenbanken des brasilianischen Statistikinstituts können voneinander abweichen, für 2010 werden die beiden Bevölkerungszahlen 99.075 und 105.030 gemeldet.

### Ethnische Zusammensetzung
Ethnische Gruppen nach der statistischen Einteilung des IBGE (Stand 2000 mit 77.439 Einwohnern, Stand 2010 mit 99.075 Einwohnern): Von diesen lebten 2010 im städtischen Bereich 84.092 Einwohner und 14.983 im ländlichen Raum und Regenwaldgebiet.
| Gruppe      | Personen 2000 | Personen 2010 | Anmerkung                        |
| ----------- | ------------- | ------------- | -------------------------------- |
| Brancos     | 21.584        | 24.022 ▲      | Weiße, Nachfahren von Europäern  |
| Pardos      | 50.088        | 60.620 ▲      | Mischrassige, Mulatten, Mestizen |
| Pretos      | 3.068         | 8.742 ▲       | Schwarze                         |
| Amarelos    | 147           | 1.646 ▲       | Asiaten                          |
| Indígenas   | 1.298         | 4.045 ▲       | indigene Bevölkerung             |
| ohne Angabe | 1.263         | –             |                                  |

## Tourismus
Altamira ist potenziell touristisch interessant vor allem im Ökotourismus wegen des riesigen Amazonas-Regenwaldes innerhalb seiner Grenzen. Es gibt eine Reihe von Indianerreservaten. Die Möglichkeiten für die Nutzung des Tourismus werden gegenwärtig noch untersucht.

## Persönlichkeiten
- Caetano Antônio Lima dos Santos (1916–2014), später laiisierter Bischof von Ilhéus, in Altamira geboren
- Fritz Tschol (1929–2016), österreichischer Ordensgeistlicher, von 1980 bis 2015 Generalvikar in der Territorialprälatur Xinguin, in Altamira gestorben
- Erwin Kräutler (* 1939), Bischof und Prälat der Territorialprälatur Xingu und Träger des Alternativen Nobelpreises, Ehrenbürger von Altamira[7]
- Antônia Melo (* 1949), Menschenrechtlerin und Umweltschützerin, in Altamira aufgewachsen
- Willian Lira (* 1993), Fußballspieler